# Tepango de Rodríguez
Tepango de Rodríguez är en kommun i Mexiko.   Den ligger i delstaten Puebla, i den sydöstra delen av landet, 150 km öster om huvudstaden Mexico City. Antalet invånare är 4 244. Arean är 28,7 kvadratkilometer.
Terrängen i Tepango de Rodríguez är huvudsakligen kuperad, men österut är den bergig.
Följande samhällen finns i Tepango de Rodríguez:
- Tepango
- Caltuchoco